# Zamlača (żupania varażdińska)
Zamlača – wieś w Chorwacji, w żupanii varażdińskiej, w gminie Vidovec. W 2011 roku liczyła 372 mieszkańców.